# Дорофей (Наскарис)
Митрополи́т Дорофей (греч. Μητροπολίτης Δωρόθεος в миру Дими́триос На́скарис греч. Δημήτριος Νάσκαρης; 1905, Феспротико — 24 января 1959, Афины) — архиерей Элладской православной церкви, митрополит Триккийский и Стагонский (1952—1959).

## Биография
Родился в 1905 году в Феспротико в Греции.
В 1929 году митрополитом Коринфским Дамаскиным (Папандреу) был хиротонисан во диакона, а в 1933 году епископом Милетским Емилианом (Пападимитриу) — в сан пресвитера.
В 1936 году окончил Халкинскую богословскую школу после чего нёс послушание делопроизводителя и секретаря Священного синода Элладской православной церкви.
17 апреля 1943 года состоялась его архиерейская хиротония в митрополита Парамитийского, Фильятеского, Гиромерийского и Паргаского.
28 марта 1952 года был избран митрополитом Триккийский и Стагонским.
Скончался 24 января 1959 года в Афинах.